# Thindown Challenger Biella 2020
Il Thindown Challenger Biella 2020 è stato un torneo di tennis giocato su terra rossa all'aperto. È stata la 13ª edizione del torneo facente parte dell'ATP Challenger Tour 2020. Si è giocato alla Biella Tennis Academy di Biella, in Italia, dal 28 settembre al 4 ottobre 2020.

## Partecipanti

### Teste di serie
| Nazionalità | Giocatore             | Ranking | Testa di serie* |
| ----------- | --------------------- | ------- | --------------- |
| Brasile     | Thiago Seyboth Wild   | 107     | 1               |
| Australia   | Christopher O'Connell | 112     | 2               |
| India       | Sumit Nagal           | 127     | 3               |
| Argentina   | Facundo Bagnis        | 129     | 4               |
| Italia      | Paolo Lorenzi         | 130     | 5               |
| Italia      | Federico Gaio         | 132     | 6               |
| India       | Prajnesh Gunneswaran  | 141     | 7               |
| Perù        | Juan Pablo Varillas   | 142     | 8               |

* Ranking al 21 settembre 2020.

### Altri partecipanti
I seguenti giocatori hanno ricevuto una wildcard per il tabellone principale:
- Rémy Bertola
- Gabriele Felline
- Stefano Napolitano

Il seguente giocatore è entrato in tabellone col ranking protetto:
- Blaž Kavčič

I seguenti giocatori sono passati dalle qualificazioni:
- Andrea Arnaboldi
- Alexandre Müller
- Andrea Pellegrino
- Tseng Chun-hsin

## Campioni

### Singolare
Facundo Bagnis ha conquistato il titolo grazie al ritiro di  Blaž Kavčič sul punteggio di 6(4)–7, 6–4.

### Doppio
Harri Heliövaara /  Szymon Walków hanno sconfitto in finale  Lloyd Glasspool /  Alex Lawson con il punteggio di 7–5, 6–3.